# Demoulinia assimilis
Demoulinia assimilis is een haft uit de familie Baetidae. De wetenschappelijke naam van de soort is voor het eerst geldig gepubliceerd in 2003 door Gattolliat.
De soort komt voor in het Afrotropisch gebied.